# Джермейн, Пол
Пол Джермейн (англ. Paul Germain, род. 6 июня 1959, Лос-Анджелес, Калифорния) — американский аниматор, продюсер и сценарист. Более известен как соавтор мультсериалов «Ох, уж эти детки!» и «Детки подросли», а также по работе над проектами «Переменка» и «Ллойд в космосе».

## Биография и карьера
Пол Джермейн родился 6 июня 1959 года в Лос-Анджелесе, штат Калифорния, США. Имеет трёх младших братьев — Грегори (р. 1961), Даниэля (р. 1964) и Марка (р. 1967).
Пол начал свою карьеру в 24 года с фильма «Язык нежности», где выполнял роль обслуживающего персонала. Позже принял участие в качестве ассистента продюсера в фильмах «Теленовости», «Большой» и «Скажи что-нибудь». Позже Джермейн совместно со студией «Klasky Csupo» участвовал в производстве короткометражек «Симпсонов», а после в полноценном мультсериале.
В 1989 году Джермейн вместе с Арлин Класки и Габором Чупо начали создание мультсериала для канала Nickelodeon «Ох уж эти детки!». Томми Пиклз, главный герой мультсериала, был назван в честь сына Джермейна. Также Пол создал Анжелику, так как считал, что мультсериалу был необходим хулиган; Анжелика Пиклз была основана на девочке-хулиганке из детства Джермейна. Во время работы над мультсериалом Пол был креативным продюсером, курировал все сценарии и раскадровки. Однако с конца первого сезона между Класки и сценаристами мультсериала начались разногласия по поводу того, что дети «начали вести себя слишком старо для их возраста» (споры часто побеждались сценаристами). В 1994 году перед окончанием показа третьего сезона производство серий было поставлено на паузу, и в этот период большая часть команды сценаристов мультсериала (включая самого Джермейна) покинула «Klasky Csupo».
После мультсериала «Ох, уж эти детки!» Пол вместе с Джо Ансолабехере устроились в «Disney Television Animation», где они создали проекты «Переменка» и «Ллойд в космосе» для канала ABC. Двоица также сформировала собственную компанию «Paul & Joe Productions». Весной 2018 года стало известно, что Пол и Джо подписали контракт на экранизацию романа о совершеннолетии в качестве многосезонного сериала.
Летом 2016 года во время переговоров Джермейна с Nickelodeon было упомянуто о возможном возрождении мультсериала «Ох, уж эти детки!». 16 июля 2018 года было объявлено, что Nickelodeon заказал 26 эпизодов возрождённого сериала, исполнительными продюсерами которого будут выступать Класки, Чупо и сам Джермейн. Кроме того, было объявлено, что «Paramount Pictures» планирует выпустить полнометражный фильм по мультсериалу, который после 12 ноября 2019 года выпал из графика «Paramount». 14 мая 2020 года было объявлено, что возрождение мультсериала откладывается до 2021 года.

### Личная жизнь
Пол женат на Беатрис Миллс Джермейн с 1988 года; пара имеет трёх детей — Майки, Хелен и Тома.

## Фильмография
| Годы           | Название                | Примечания                                                                                  |
| -------------- | ----------------------- | ------------------------------------------------------------------------------------------- |
| 1983           | Язык нежности           | Обслуживающий персонал                                                                      |
| 1987           | Теленовости             | Старший ассистент продюсера                                                                 |
| 1988           | Большой                 | Ассистент продюсера                                                                         |
| 1988-1989      | Шоу Трейси Ульман       | Продюсер                                                                                    |
| 1989           | Скажи что-нибудь        | Ассистент продюсера                                                                         |
| 1989-1992      | Симпсоны                | Сопродюсер                                                                                  |
| 1990-1991      | Мир Бобби               | Креативный продюсер                                                                         |
| 1990-1993; ТВА | Ох уж, эти детки        | Соавтор Режиссёр Креативный продюсер Сценарист Исполнительный продюсер Режиссёр озвучивания |
| 1994-1996      | ААА! Настоящие монстры  | Креативный продюсер                                                                         |
| 1997-2001      | Переменка               | Соавтор Режиссёр Сценарист Исполнительный продюсер Режиссёр озвучивания                     |
| 1998           | Карапузы                | Консультант                                                                                 |
| 2001-2004      | Ллойд в космосе         | Соавтор Режиссёр Сценарист Продюсер Исполнительный продюсер                                 |
| 2003-2008      | Детки подросли          | Соавтор; Основано на персонажах, созданных Полом Джермейном                                 |
| 2010           | Феи: Волшебное спасение | Сценарист                                                                                   |
| 2010-2013      | Щенки из приюта 17      | Соавтор Сценарист Продюсер Исполнительный продюсер Режиссёр озвучивания                     |
| 2016           | Part Timers             | Консультант Исполнительный продюсер                                                         |